# Parcels
Parcels est un groupe de musique australien, originaire de Byron Bay et basé à Berlin, fondé en 2014. Son premier album sort en 2018.

## Biographie
Parcels se forme en 2014 au lycée de Byron Bay en Australie et est basé en Allemagne, à Berlin.
Le groupe a signé avec le label français Kitsuné. Le duo français Daft Punk assiste à leur première prestation live en France et produit alors leur premier single, Overnight, sorti le 21 juin 2017.
Le premier EP, Clockscared, sort le 2 mars 2015. Le second Hideout, sort le 27 janvier 2017 et est entièrement auto-produit.
Le 25 juin 2017, ils se produisent au Glastonbury Festival. Leur première performance à la télévision américaine était pour la promotion du morceau Overnight à Conan en septembre 2017. Le 8 janvier 2018, ils sont interviewés sur la BBC Radio 1 et interprètent Overnight, Anotherclock et Older.
Le 27 avril 2018, le groupe sort le single Tieduprightnow. Le vendredi 13 juillet suivant, ils sortent le single Bemyself. Le jeudi 6 septembre 2018, ils publient le single Lightenup.
Leur premier album, Parcels, sort le 12 octobre 2018.
Le 30 mars 2020, ils publient un premier album de 18 chansons, Live Vol.1, toutes reprises de leurs albums précédents. Ces reprises sont enregistrés dans le Studio Hansa à Berlin. Le 30 avril, ils publient l'enregistrement de l'album sur YouTube.
Durant l'été 2021 sortent deux singles, Free et Comingback, puis Somethinggreater, Theworstthing, Shadow et Famous entre septembre et novembre. Le 5 novembre 2021, sort Day/Night, un double album enregistré dans les studios de La Frette-sur-Seine à Paris.
Le 6 septembre 2023 est annoncé Live Vol. 2: leur second album live enregistré lors d'un concert secret dans les sous-sols de la salle parisienne Le Palace.
Le 23 octobre 2024, Parcels sort le single Leaveyourlove, suivi des titres Safeandsound et Yougotmefeeling, parus respectivement en mars et en mai 2025. La sortie de Yougotmefeeling s’accompagne de l’annonce de leur troisième album studio, LOVED, dont la parution est prévue pour le 12 septembre 2025.

## Influences
Parcels s'inspire d'un large panel musical aux influences variées. Le groupe semble porté fortement sur la musiques des années 60 à 70, mélangeant influences funk, disco et rock. Les sonorités du groupe sont proches des Bee Gees ou encore de celles des Beach Boys. De fortes influences de groupes tels que Chic (notamment du côté de la guitare rythmique rappelant les « cocottes » de Nile Rodgers), Dire Straits ou encore Crosby Stills & Nash sont aussi à noter. Le groupe admet de lui même s'être inspiré des instrumentations de Steely Dan et Marvin Gaye. Enfin, il existe des similitudes entre le groupe australien et des artistes de la French Touch comme Daft Punk ou Justice, ou une proximité avec le groupe français L'Impératrice, dont l'ancienne chanteuse Flore Benguigui, participe aux chœurs sur leur morceau Everyroad. Ce regroupement de styles très différents caractérise le son de Parcels.

## Composition du groupe
- Louie Edward Swain (claviers, chant)
- Patrick Scott Hetherington (claviers, guitare, triangle, chant)
- Noah Francis Hill (basse, chant),
- Anatole “Toto” Serret (batterie, percussions)
- Jules Hendrix Crommelin (guitare, chant).

Tous les membres chantent, bien que les principaux chanteurs restent Jules et Patrick.